# Ruwenzorornis
Ruwenzorornis was een geslacht van vogels uit de familie toerako's (Musophagidae). Uit verwantschaponderzoek bleek dat de soort zijn oude naam kan terug krijgen (soort uit het geslacht Gallirex). Vandaar:
- Gallirex johnstoni synoniem: Ruwenzorornis johnstoni  –  ruwenzoritoerako